# Cantonul Castelnau-Rivière-Basse
Cantonul Castelnau-Rivière-Basse este un canton din arondismentul Tarbes, departamentul Hautes-Pyrénées, regiunea Midi-Pyrénées, Franța.

## Comune
| Comune                  | Populație (1999) | Cod poștal | Cod INSEE |
| ----------------------- | ---------------- | ---------- | --------- |
| Castelnau-Rivière-Basse | 706              | 65700      | 65130     |
| Hagedet                 | 40               | 65700      | 65215     |
| Hères                   | 124              | 65700      | 65219     |
| Lascazères              | 249              | 65700      | 65264     |
| Madiran                 | 536              | 65700      | 65296     |
| Saint-Lanne             | 119              | 65700      | 65387     |
| Soublecause             | 175              | 65700      | 65432     |
| Villefranque            | 85               | 65700      | 65472     |